# (1491) Balduinus
(1491) Balduinus is een planetoïde in ons zonnestelsel.

## Beschrijving
De planetoïde werd ontdekt op 23 februari 1938 door Eugène Delporte vanop de Koninklijke Sterrenwacht van België te Ukkel. Aanvankelijk droeg dit interplanetaire rotsblok de benaming 1938 EJ. Later werd deze gewijzigd naar (1491) Balduinus, een verwijzing naar wijlen koning Boudewijn van België.